# (27803) 1993 FU35
1993 أف يو 35 (ويعرف أيضًا باسم (27803) 1993 أف يو 35 وفق تسمية الكوكب الصغير) (بالإنجليزية: 1993 FU35)‏ هو كويكب ضمن حزام الكويكبات؛ وترتيبه 27803 من حيث الاكتشاف.
اكتُشف هذا الجُرم الفلكي بواسطة مسح أوبسالا-إسو للكويكبات والمذنبات ‏ في 19 مارس 1993.

## وصلات خارجية
- (27803) 1993 FU35 في قاعدة بيانات مختبر الدفع النفاث لأجرام النظام الشمسي الصغيرة

- الاكتشاف · مخطط المدار ·  العناصر المدارية · المعلمات المادية

- (27803) 1993 FU35 على موقع ويكي سكاي: DSS2, SDSS, GALEX, IRAS, Hydrogen α, X-Ray, Astrophoto, Sky Map, Articles and images